# Habitatge al carrer Victòria, 14-16 (Cervera)
Habitatge al carrer Victòria, 14-16 és una obra de Cervera (Segarra) protegida com a Bé Cultural d'Interès Local.

## Descripció
Edifici situat a la cantonada entre el carrer Victòria i el passeig de l'Estació. L'habitatge és de planta rectangular i té una distribució de planta baixa i dos pisos. El parament és d'aparell de carreus poc escairats i irregulars, disposats a filades i lligats amb morter de calç. A la planta baixa presenta una portada d'arc rebaixat a la façana del carrer de la Victòria -amb marc de pedra ben treballada- i una porta més estreta a la façana lateral. Al primer pis hi ha dues obertures d'arc pla unides per una sola balconada a la façana principal i un balcó i una finestra a la lateral. Al segon pis hi ha dos balcons, mentre a la façana lateral es repeteix l'esquema del primer pis, amb un sol balcó i una finestra. Una cornisa motllurada remata l'edifici. La coberta del conjunt és composta i compta amb un badalot on s'hi obre una balconada.